# Paulo Frontin
Paulo Frontin är en kommun i Brasilien.   Den ligger i delstaten Paraná, i den södra delen av landet, 1 200 km söder om huvudstaden Brasília. Antalet invånare är 6 913.
I omgivningarna runt Paulo Frontin växer huvudsakligen savannskog. Runt Paulo Frontin är det glesbefolkat, med 13 invånare per kvadratkilometer.